# 林沛萱
林沛萱（2007年10月11日—），桃園人，臺灣女子跳高/七項全能運動員，父親為太魯閣族人，林沛萱就讀大有國小四年級時加入田徑隊，國中進入芎林國中就讀。2023年4月25日，林沛萱在全中運國女組五項全能跳高項目以1.81公尺奪下金牌，為臺灣田徑史首位達到亞運參賽標準的國中選手。4月27日，林沛萱在全中運國女組跳高項目以1.82公尺摘下金牌。10月3日，林沛萱在亞運女子跳高項目以1.75公尺位居第11名。